# ハーバート・ブレノン
ハーバート・ブレノン（Herbert Brenon, 1880年1月13日 - 1958年6月21日）は、アイルランド出身の映画監督である。サイレント映画の時代から1930年代にかけて活動した。
『ソレルと其の子』により第1回アカデミー賞で監督賞にノミネートされた。

## 主なフィルモグラフィ
- 神の娘 A Daughter of the Gods (1916) 監督
- 西班牙の踊り子 The Spanish Dancer (1923) 監督
- アラスカン The Alaskan (1924) 監督
- ピーター・パン Peter Pan (1924) 監督
- 或る男の一生 The Great Gatsby (1926) 監督
- ボー・ジェスト Beau Geste (1926) 監督
- ソレルと其の子 Sorrell and Son (1927) 監督